# Lutz Heuser
Lutz Heuser (* 3. November 1962) ist ein deutscher Informatiker und Manager.

## Ausbildung und Forschungsgebiete
Lutz Heuser studierte Informatik an der TU Darmstadt und promovierte 1991 an der TH Karlsruhe. Dabei befasste er sich mit Objektorientierter Programmierung bei Verteiltem Rechnen. Bei SAP setzte er diese Untersuchungen in der Entwicklung von Workflow-Management-Systemen und Web-basierten Anwendungssystemen fort. Außerdem befasst er sich mit Konzepten eines Internets der Dinge mit Verwendung von Funkchips (RFID).

## Beruflicher Werdegang
Heuser begann seine Karriere 1987 als Projektmanager bei Digital Equipment in Karlsruhe, wo er von 1992 bis 1997 das Campus-based Engineering Center (CEC) Karlsruhe leitete. Von 1999 bis 2010 war er Leiter der Research-Abteilung der Walldorfer SAP AG.  Heuser hatte von 2008 bis 2012 den Vorsitz von ISTAG (Information Society Technologies Advisory Group der Europäischen Kommission) inne. 2006 rief er das International Research Forum ins Leben, das jährlich im Frühjahr stattfindet. Er engagiert sich in der Graduiertenförderung und in der Forschung. Von September 2010 bis April 2012 war Heuser der Chief Technology Officer der AGT International und zugleich der Sprecher der Geschäftsleitung von AGT Germany. Seit August 2012 ist Heuser Chief Technology Officer des Urban Software Institutes, einem Inkubator für Produkte und Lösungen für Smart Cities.

## Auszeichnungen
Lutz Heuser wurde 2004 zum Honorarprofessor der TU Darmstadt ernannt und erhielt 2008 die Ehrendoktorwürde der TU Dresden. Er ist seit 2004 Gastprofessor an der Queensland University of Technology in Brisbane. Er ist Mitglied der Deutschen Akademie der Technikwissenschaften (acatech). Er ist Mitglied des Feldafinger Arbeitskreises. Seit 2013 ist er Mitglied der Expertengruppe für die Europäische Innovationspartnerschaft „Smart Cities and Communities“ (EIP SCC). Seit 2014 ist er Mitglied der Expertengruppe der nationalen Plattform Zukunftsstadt und der Expertengruppe der nationalen Plattform Internetbasierte Dienste für die Wirtschaft. Er war 2008 bis 2009 Mitglied des Präsidiums des VDE.

## Schriften
- Heuser, Alexander Schill: Verteiltes objektorientiertes Programmieren mit C++: das Programmsystem DC++, International Thomson Publishing 1995
- Lutz Heuser: Heinz' Life – Kleine Geschichte vom Kommen und Gehen des Computers. Hanser Fachbuch, München 2010. ISBN 978-3-446-42077-9